# Північне Ківу
Північне Ківу (фр. Nord-Kivu) - провінція на сході ДР Конго, межує з Руандою і Угандою. Адміністративний центр - місто Гома. Після геноциду в Руанді, провінція зазнала наплив біженців хуту. У 2007 році в провінції розгорілися запеклі бої між урядовими військами і повстанцями генерала Лорана Нкунди.

## Адміністративний поділ
- Міста
  - Бені (Beni)
  - Бутембо (Butembo)
  - Гома (Goma)
- Території
  - Бені (Beni (territoire))
  - Луберо (Lubero)
  - Масісі (Masisi)
  - Рутшуру (Rutshuru)
  - Валікале (Walikale)

| Демократична Республіка Конго | Це незавершена стаття з географії Демократичної Республіки Конго. Ви можете допомогти проєкту, виправивши або дописавши її. |